# HALLEY
HALLEY（ハレー）は東京を拠点に活動している5人組リズム・アンド・ブルースバンド。
早稲田大学のブラックミュージックサークル「The Naleio」での出会いをきっかけに結成。
ジャズ、ソウル、ゴスペル、ファンクなどの影響を強く受け、ポップスでありながらもブラックミュージックの文脈を感じさせる音像が特徴。

## メンバー
- 張 太賢 (Vo.)
- 登山 晴 (Gt.)
- 西山 心 (Key.)
- 高橋 継 (Ba.)
- 清水 直人 (Drs.)

## 来歴
2021年、メンバー全員が在籍した早稲田大学のブラックミュージックサークル「The Naleio」での出会いをきっかけに結成。以後、「アジアンソウル」というアイデンティティの確立に向け活動を本格化。
2023年、1st EP『Daze』をリリース。
2024年、1stアルバム『From Dusk Till Dawn』をリリース。アメリカのフェスティバルSXSW2024に出演。

## ディスコグラフィ
|        | 種別     | 作品名              |
| ------ | -------- | ------------------- |
| 2023年 | EP       | Daze                |
| 2024年 | アルバム | From Dusk Till Dawn |